# Џон Нили Џонсон
Џон Нили Џонсон (енгл. John Neely Johnson; округ Гибсон, 2. август 1825 — Солт Лејк Сити, 31. август 1872) је био амерички правник и политичар. Изабран је за четвртог гувернера Калифорније и на дужности је био од 1856. до 1858. Од 1867. до 1871. је био на дужности судије Врховног суда Неваде. Како је био члан Америчке партије, Џонсон је један од само две особе које су изабране за гувернера Калифорније, који нису били припадници двеју главних политичких партија (други је био Фредерик Лоу, који је изабран као члан Партије националне уније.